# Payback (2013)
Payback (2013) — первое в истории шоу Payback, PPV-шоу производства американского рестлинг-промоушна WWE. Оно состоялось 16 июня 2013 года в городе Розмонт, Иллинойс, США на «Олстейт-арена».

## Предыстория
После того, как матч Райбека и Джона Сины на Extreme Rules закончился ничьей, Райбек приехал на скорой помощи на арену Monday Night Raw 20 мая, и объявил, что он столкнется с чемпионом WWE Джоном Синой в матче «засунь противника в скорую помощь» на WWE Payback. Позже он напал на Зака Райдера и бросил его в ту же скорую помощь, на которой приехал, чтобы отправить сообщение Сине. 27 мая на Monday Night Raw, Сина принял вызов Райбека за чемпионство WWE, но при этом выдвинул свои условия. Матч будет состоять из 3 кругов ада: 1. Матч с дровосеками. 2. Матч со столами. 3. Матч «засунь противника в скорую помощь». После того как Сина выдвинул свои условия на матч, вышел Райбек, и также согласился на условия Сины.
27 мая на Raw у Криса Джерико состоялся сегмент с Полом Хейманом в качестве гостя, где он спросил у Хеймана об одном из его клиентов, отсутствии СМ Панка с апреля, и многое, как в свою вражду в начале прошлого года, Крис Джерико спорил с Хейманом, кто из них был «лучшим в мире». Чтобы поместить это аргумент, Крис Джерико бросил вызов Панку на WWE Payback, Хейман принимает вызов от имени Панка. 3 июня на Monday Night Raw, был подписан контракт на матч между СМ Панком и Крисом Джерико на pay-per-view Payback, от лица Панка контракт был подписан Полом Хейманом. После того как контракт был подписан и Хейманом, и Джерико, Крис засунул контракт Полу в штаны, сказав, что там ему и место.
20 мая на шоу Smackdown Миз атаковал Фанданго во время его матча за титул интерконтинентального чемпионата против Уэйда Барретта. Во время матча между Барреттом и Фанданго, болельщики WWE проголосовали за то, что Миз станет специальным приглашённым судьёй на матч. Барретт толкнул Миза, за что у Миз напал на него, тем самым помог Фанданго провести удержание. Но затем после боя Миз продолжил атаковать Фанданго. Так как у Миза всё ещё было его право на матч-реванш, после его проигрыша титула на Рестлмании, он решил провести его на шоу Payback, таким образом на мероприятии должен был состоятся матч «Тройная угроза» между Мизом, Барреттом и Фанданго. С 7 июня на Smackdown Фанданго получил сотрясение мозга, поэтому он был отстранен от матча на Payback, а его место занял Кёртис Аксель.
10 июня на Monday Night Raw Вики Герреро сообщила, что Рэнди Ортон и Дэниел Брайан будут биться за титулы командных чемпионов WWE против "Щит"а (Сет Роллинс и Роман Рейнс). Также она сообщила, что Кейн будет биться против Дина Эмроуса за титул чемпиона Соединённых Штатов. На этом же выпуске Raw Эй Джей (с помощью Биг И Лэнгстона) напала на Кейтлин, что привело к матчу на WWE Payback за титул чемпионки Див.
После победы Альберто Дель Рио на Extreme Rules 2013 в матче против Джека Сваггера, Дель Рио стал претендентом номер 1 на титул чемпиона в тяжелом весе.

## Матчи
| Pre-show                         | Шеймус победил Дэмиена Сэндоу                                         | Одиночный поединок                                                                              | 10:25 |
| 1                                | Кёртис Аксель победил Уэйда Барретта (с) и Миза                       | Матч «Тройная угроза» за титул интерконтинентального чемпиона WWE                               | 10:36 |
| 2                                | Эй Джей победила Кейтлин (c)                                          | Матч за титул чемпионки Див WWE                                                                 | 9:56  |
| 3                                | Дин Эмброус (c) победил Кейна по отсчету                              | Матч за титул чемпиона Соединённых Штатов                                                       | 9:34  |
| 4                                | Альберто Дель Рио победил Дольфа Зигглера (c)                         | Матч за титул чемпиона в тяжелом весе                                                           | 13:49 |
| 5                                | СМ Панк победил Криса Джерико                                         | Одиночный поединок                                                                              | 21:21 |
| 6                                | Сет Роллинс и Роман Рейнс (c) победили Рэнди Ортона и Дэниела Брайана | Матч за титул командных чемпионов WWE                                                           | 12:10 |
| 7                                | Джон Сина (c) победил Райбека                                         | Матч 3 круга ада (матч с лесорубами, матч со столами, матч Скорая помощь) за титул чемпиона WWE | 24:38 |
| (c) — чемпион на момент поединка |                                                                       |                                                                                                 |       |

## Отзывы
Перед началом шоу обозреватель The Baltimore Sun назвал главным поединком вечера бой между СМ Панком и Крисом Джерико и предположил, что он станет удачным возвращением Панка после долгого отсутствия. Он также сделал предположение, что Сина сможет одержать победу в своё матче, так же как и Зигглер, Аксель, Эмброус, Щит, Эй Джей и Шимус.
Обозреватель газеты The Sun Филл Элли само шоу оценил положительно и отметил, что на нём хорошо проявило себя новое поколение суперзвёзд WWE, завоевав несколько чемпионских титулов. Однако проигрыш Зигглером титула чемпиона мира в тяжёлом весе оказался для него неожиданным. Тёмный матч между Шимусом и Дэмиеном Сэндоу положил хорошее начало для шоу, группировка Щит продолжила своё восхождение в WWE, отстояв командные и одиночный пояса. Бой между СМ Панком и Крисом Джерико, как и ожидалось, стал лучшим матчем вечера, в котором Джерико вновь не смог добиться большой для себя победы. Главное событие вечера, матч между Джоном Синой и Райбеком, оказался не таким уж плохим, как многие предполагали. В конце обзора критик отметил: «В целом, несмотря на определённые проблемы и неяркое главное событие, шоу оставило приятные впечатления и было бы интересно понаблюдать за дальнейшим развитием Акселя и Щита в WWE».